# Bridge over Troubled Water (singolo)
Bridge over Troubled Water, singolo di punta dell'omonimo disco del 1970, è una canzone di Simon & Garfunkel scritta da Paul Simon.
Raggiunse la vetta delle classifiche statunitensi il 28 febbraio 1970, rimanendovi per sei settimane prima di essere rimpiazzata da Let It Be dei Beatles. Nel resto del mondo raggiunse la prima posizione in Canada per quattro settimane, e Francia, Nuova Zelanda, Regno Unito per tre settimane, la seconda in Australia Irlanda e Spagna, la terza in Germania, la quarta in Austria, la quinta in Svizzera ed Olanda e la settima in Norvegia.
Annoverata al 47º posto della lista delle 500 migliori canzoni secondo Rolling Stone (al 66° nella riedizione del 2021 della stessa lista), la canzone è stata premiata col Grammy Award alla canzone dell'anno (1971), mentre la cover di Aretha Franklin (certificata disco d'oro dalla RIAA) le è valsa nel 1972 il Grammy per la Miglior performance vocale R&B.

## Descrizione
Simon compose Bridge over Troubled Water in modo molto veloce, così velocemente da chiedersi da dove provenisse la canzone, se per caso avesse sentito in giro una melodia simile che lo avesse influenzato inconsciamente per la composizione del brano, perché "non gli sembrava farina del suo sacco". Per le parole del ritornello fu d'ispirazione la canzone del 1958 Mary Don't You Weep degli Swan Silvertones, nella quale Claude Jeter canta: «I'll be your bridge over deep water if you trust in me». Secondo il produttore gospel e storico musicale Anthony Heilbut, Simon riconobbe direttamente a Jeter il proprio debito musicale, e gli fornì un compenso come risarcimento simbolico. Inizialmente Simon compose il pezzo alla chitarra acustica ma successivamente decise di spostarsi al pianoforte, per mettere meglio in evidenza lo spirito gospel della canzone e la voce di Garfunkel.
Quando Simon mostrò la canzone a Garfunkel gli disse che sarebbe stata perfetta per la sua voce e che avrebbe dovuto cantarla da solo, ma lui inizialmente declinò l'offerta, sentendo che non era nelle sue corde e che avrebbe dovuto essere Simon invece ad interpretarla vocalmente. A Garfunkel piaceva molto il falsetto di Simon presente sul nastro demo e quindi suggerì che fosse Simon a cantare, ma alla fine si lasciò convincere a cantarla in solitaria. Art e il produttore Roy Halee ritenevano inoltre che la canzone fosse troppo breve e che avesse bisogno di almeno tre strofe e di un finale "maestoso". Simon fu d'accordo, e scrisse la terza strofa, sebbene la ritenesse tematicamente slegata rispetto alle prime due. Come ha raccontato più volte Paul Simon (ad esempio nell'intervista pubblicata nel volume Canzoni di Paul Simon, edito da Lato Side nel 1977) quest'ultima strofa è una dichiarazione d'amore alla sua prima moglie, Peggy Harper: la ragazza aveva avuto in alcune zone dei capelli un imbiancamento precoce, ed a questo fanno riferimento i versi della terza strofa: «Sail on, silver girl... ».
Bridge over Troubled Water fu l'ultima traccia ad essere incisa per l'album, ma fu anche la prima ad essere completata, con l'aggiunta di due settimane di post-produzione. Il pezzo venne registrato in California, in modo da facilitare gli spostamenti di Garfunkel dal Messico dove stava girando il film Comma 22. Poiché Simon voleva un sound gospel per il pianoforte, convocò in studio il musicista Larry Knechtel. La batteria venne suonata da Hal Blaine all'interno di una camera dell'eco per ottenere un effetto "da cattedrale".
Quindi, Simon & Garfunkel tornarono a New York per incidere il cantato. Lo stile vocale di Bridge over Troubled Water si ispira alla tecnica impiegata dal produttore Phil Spector per il brano Old Man River dei The Righteous Brothers. Dopo due mesi la canzone poté dirsi completata. Lo stesso Paul Simon ammise che la canzone assomigliava a Let It Be dei Beatles, almeno nell'atmosfera evocata, dichiarando a Rolling Stone: «Sono due canzoni molto simili, sicuramente nella strumentazione».
Quando i rapporti tra Simon e Garfunkel iniziarono a deteriorarsi, Simon iniziò a pensare di aver fatto male a fargli cantare la canzone da solo e divenne geloso:

## Cover
Numerose cover della canzone sono diventate famose quanto l'originale (di particolare successo quella di Aretha Franklin). Fra gli artisti che hanno eseguito Bridge over Troubled Water troviamo:
- Elton John
- Giorgia Todrani - Natural Woman (Live in Rome) (1993).[16]
- Whitney Houston e CeCe Winans (la cantarono al "VH1 Honors Show" nel 1995; la Winans e suo fratello Mario ne registrarono in seguito un singolo)
- Franco Battiato - Fleurs 2 (2008)
- Michael Ball
- Jon Bon Jovi e Richie Sambora
- Johnny Cash - American IV: The Man Comes Around (2002)
- Russell Watson
- Hannah Jones
- Blind Boys of Alabama
- Elvis Presley - That's the Way It Is (1970)
- Paul Desmond
- Eva Cassidy
- Linda Clifford, 1979
- PJB feat. Hannah & Her Sisters, 1991
- Clay Aiken, 2003 (certificato disco di platino)
- LeAnn Rimes
- Bonnie Tyler
- Aretha Franklin su singolo nel 1971
- Hear'Say
- Anthony Callea
- Barrage
- Willie Nelson
- Nana Mouskouri (in francese, con il titolo Comme Une Pont Jété Sur L'eau Trouble)
- Kleiton & Kledir (in portoghese, col titolo Corpo e Alma)
- Guilherme Arantes (in portoghese, col titolo Rio das inquietas águas)
- Jackson 5
- Elisa
- Josh Groban con Brian McKnight
- I Gregorian riadattarono la canzone come canto gregoriano.
- Il 1º febbraio 2010 ai Grammy Awards si è esibito Andrea Bocelli assieme a Mary J. Blige in una versione di Bridge over Troubled Water per raccogliere fondi a favore di Haiti.
- In Italia, con il testo tradotto da Alessandro Colombini ed il titolo Il ponte, venne incisa da Renato dei Profeti e dal gruppo dei Flora Fauna & Cemento
- In Australia, il quattordicenne vincitore di Australia's got talent Jack Vidgen, ne ha inciso una cover.
- Matthew Bellamy dei Muse, pubblicandolo come singolo nel 2020.
- The Neal Morse Band nell'album Innocence & Danger (2021).

### Versione di Elvis Presley
Elvis Presley incise la sua versione della canzone a Nashville il 5 giugno 1970, e la traccia venne inclusa nell'album dello stesso anno That's the Way It Is (con falsi effetti di pubblico sul finale in dissolvenza). Presley iniziò ad eseguire regolarmente la canzone nei suoi concerti a Las Vegas, e una performance dell'11 agosto venne filmata ed inclusa nel documentario Elvis: That's the Way It Is. Durante l'ingaggio di Elvis a Las Vegas, Paul Simon assistette ad uno degli show, e, dopo aver visto Elvis cantare la canzone, si dice che abbia esclamato: «Ecco fatto, è la versione definitiva, tanto vale andarcene tutti a casa adesso». Presley continuò ad eseguire il brano anche successivamente, incluso nel suo ultimo concerto svoltosi a Indianapolis il 26 giugno 1977. Un'altra ripresa video di un'esecuzione di Bridge over Troubled Water da parte di Elvis, è visibile nel documentario Elvis on Tour, filmata al Greensboro Coliseum di Greensboro, Carolina del Nord, il 14 aprile 1972.
A proposito della versione incisa in studio, Robert Matthew Watson scrisse nel suo libro Heartbreak Hotel: "Si tratta di una versione favolosa, bruciante di potenza, intensità e sincerità, e raggiunge profondità recondite neanche immaginate dagli autori del pezzo".

### Versione di Aretha Franklin
La versione gospel di Aretha Franklin registrata in studio fu pubblicata su singolo nel marzo 1971 e raggiunse la vetta della classifica R&B, la 6ª posizione nella classifica Pop negli Stati Uniti, e successivamente vinse il Grammy Award for Best Female R&B Vocal Performance ai Grammy Awards del 1972. L'esecuzione live della canzone ai Grammy venne pubblicata nell'album Grammy's Greatest Moments Volume III nel 1994.

### Versione di Johnny Cash
Johnny Cash incise una versione di Bridge over Troubled Water per il suo ultimo album in studio American IV: The Man Comes Around del 2002. Nella versione apparsa sul disco, prodotta da Rick Rubin, Cash si avvale del contributo canoro di Fiona Apple.

## Citazioni
Il titolo della celebre canzone viene celatamente riportato all'interno del libro La chiamata dei tre, della serie La torre nera, scritto da Stephen King.